# Lista odcinków serialu Partnerki (2010)
Poniżej znajduje się lista odcinków serialu telewizyjnego Partnerki – emitowanego przez amerykańską stację telewizjną  TNT od 12 lipca 2010 roku do 5 września 2016 roku. Powstało 7 sezonów, które łącznie składają się z 105 odcinków. W Polsce jest emitowany na TVN od 6 marca 2011 roku
Pierwszy sezon Partnerek wydano w Polsce na DVD.
| Sezon | Sezon | Odcinki | Oryginalna emisja | Oryginalna emisja | Oryginalna emisja | Oryginalna emisja |
| Sezon | Sezon | Odcinki | Premiera sezonu   | Finał sezonu      | Premiera sezonu   | Finał sezonu      |
| ----- | ----- | ------- | ----------------- | ----------------- | ----------------- | ----------------- |
|       | 1     | 10      | 12 lipca 2010     | 13 września 2010  | 6 marca 2011      | 8 maja 2011       |
|       | 2     | 15      | 11 lipca 2011     | 26 grudnia 2011   | 18 marca 2013     | 1 lipca 2013      |
|       | 3     | 15      | 5 czerwca 2012    | 25 grudnia 2012   | 7 czerwca 2015    | 13 września 2015  |
|       | 4     | 16      | 25 czerwca 2013   | 18 marca 2014     | nieemitowany      | nieemitowany      |
|       | 5     | 12      | 17 czerwca 2014   | 17 marca 2015     | nieemitowany      | nieemitowany      |
|       | 6     | 18      | 16 czerwca 2015   | 15 marca 2016     | nieemitowany      | nieemitowany      |
|       | 7     | 13      | 6 czerwca 2016    | 5 września 2016   | nieemitowany      | nieemitowany      |

## Sezon 1 (2010)
| Nr | #  | Tytuł                              | Reżyseria        | Scenariusz               | Premiera TNT     | Premiera TVN     |
| -- | -- | ---------------------------------- | ---------------- | ------------------------ | ---------------- | ---------------- |
| 1  | 1  | See One. Do One. Teach One         | Michael M. Robin | Janet Tamaro             | 12 lipca 2010    | 6 marca 2011     |
| 2  | 2  | Boston Strangler Redux             | Michael M. Robin | Janet Tamaro             | 19 lipca 2010    | 13 marca 2011    |
| 3  | 3  | Sympathy for the Devil             | Roxann Dawson    | Joel Fields              | 26 lipca 2010    | 20 marca 2011    |
| 4  | 4  | She Works Hard for the Money       | Arvin Brown      | Dave Caplan              | 2 sierpnia 2010  | 27 marca 2011    |
| 5  | 5  | Money for Nothing                  | Nelson McCormick | Dave Caplan, Joel Fields | 9 sierpnia 2010  | 3 kwietnia 2011  |
| 6  | 6  | I Kissed a Girl                    | Michael Zinberg  | Alison Cross             | 16 sierpnia 2010 | 10 kwietnia 2011 |
| 7  | 7  | Born to Run                        | Matt Penn        | David Gould              | 23 sierpnia 2010 | 17 kwietnia 2011 |
| 8  | 8  | I'm Your Boogie Man                | Mark Haber       | Janet Tamaro             | 30 sierpnia 2010 | 24 kwietnia 2011 |
| 9  | 9  | The Beast in Me                    | Adam Arkin       | Karina Csolty            | 6 września 2010  | 1 maja 2011      |
| 10 | 10 | When the Gun Goes Bang, Bang, Bang | Michael M. Robin | Janet Tamaro             | 13 września 2010 | 8 maja 2011      |

## Sezon 2 (2011)
Premiera drugiego sezonu Partnerek miała miejsce 18 marca 2013 roku na kanale TVN.
| Nr | #  | Tytuł                           | Reżyseria        | Scenariusz                       | Premiera TNT      | Premiera TVN     |
| -- | -- | ------------------------------- | ---------------- | -------------------------------- | ----------------- | ---------------- |
| 11 | 1  | We Don't Need Another Hero      | Michael Zinberg  | Janet Tamaro                     | 11 lipca 2011     | 18 marca 2013    |
| 12 | 2  | Living Proof                    | Bethany Rooney   | Dee Johnson                      | 18 lipca 2011     | 25 marca 2013    |
| 13 | 3  | Sailor Man                      | Michael Zinberg  | Joel Fields                      | 25 lipca 2011     | 8 kwietnia 2013  |
| 14 | 4  | Brown Eyed Girl                 | Mark Haber       | Julie Hébert                     | 1 sierpnia 2011   | 15 kwietnia 2013 |
| 15 | 5  | Don't Hate the Player           | Holly Dale       | David Gould, Janet Tamaro        | 8 sierpnia 2011   | 22 kwietnia 2013 |
| 16 | 6  | Rebel Without a Pause           | Nelson McCormick | Elizabeth Benjamin, Janet Tamaro | 15 sierpnia 2011  | 29 kwietnia 2013 |
| 17 | 7  | Bloodlines                      | Michael Zinberg  | Elizabeth Benjamin, Dee Johnson  | 22 sierpnia 2011  | 6 maja 2013      |
| 18 | 8  | My Own Worst Enemy              | Terrence O’Hara  | Joel Fields, Emilia Serrano      | 29 sierpnia 2011  | 13 maja 2013     |
| 19 | 9  | Gone Daddy Gone                 | Fred Toye        | David Gould, Dee Johnson         | 5 września 2011   | 20 maja 2013     |
| 20 | 10 | Remember Me                     | Randy Zisk       | David J. North, Janet Tamaro     | 12 września 2011  | 27 maja 2013     |
| 21 | 11 | Can I Get A Witness?            | Andy Wolk        | Janet Tamaro, Elizabeth Benjamin | 28 listopada 2011 | 3 czerwca 2013   |
| 22 | 12 | He Ain't Heavy, He's My Brother | Steve Robin      | David Gould, Dee Johnson         | 5 grudnia 2011    | 10 czerwca 2013  |
| 23 | 13 | Seventeen Ain't So Sweet        | Rod Holcomb      | Shelley Meals, Darin Goldberg    | 12 grudnia 2011   | 17 czerwca 2013  |
| 24 | 14 | Don’t Stop Dancing, Girl        | Mark Habe        | David Gould, Janet Tamaro        | 19 grudnia 2011   | 24 czerwca 2013  |
| 25 | 15 | Burning Down the House          | Michael Zinberg  | Janet Tamaro                     | 26 grudnia 2011   | 1 lipca 2013     |

## Sezon 3 (2012)
| Nr | #  | Tytuł                      | Reżyseria           | Scenariusz                              | Premiera TNT      | Premiera TVN     |
| -- | -- | -------------------------- | ------------------- | --------------------------------------- | ----------------- | ---------------- |
| 26 | 1  | What Doesn't Kill You      | Michael Katleman    | Janet Tamaro                            | 5 czerwca 2012    | 7 czerwca 2015   |
| 27 | 2  | Dirty Little Secret        | Aaron Lipstadt      | Steve Lichtman, Kiersten Van Home       | 12 czerwca 2012   | 14 czerwca 2015  |
| 28 | 3  | This Is How a Heart Breaks | Steve Robin         | David Gould, Sal Calleros               | 19 czerwca 2012   | 21 czerwca 2015  |
| 29 | 4  | Welcome to the Dollhouse   | Mark Haber          | Russell J. Grant, Janet Tamaro          | 26 czerwca 2012   | 28 czerwca 2015  |
| 30 | 5  | Throwing Down the Gauntlet | Jamie Babbit        | Antoinette Stella, Janet Tamaro         | 3 lipca 2012      | 5 lipca 2015     |
| 31 | 6  | Money Maker                | Greg Beeman         | David Sonnenborn, Janet Tamaro          | 10 lipca 2012     | 12 lipca 2015    |
| 32 | 7  | Crazy for You              | Frederick E.O. Toye | Antoinette Stella, Lindsay Sturman      | 17 lipca 2012     | 19 lipca 2015    |
| 33 | 8  | Cuts Like a Knife          | Randy Zisk          | David Gould, Sal Calleros               | 24 lipca 2012     | 26 lipca 2015    |
| 34 | 9  | Home Town Glory            | Milan Cheylov       | Janet Tamaro                            | 31 lipca 2012     | 2 sierpnia 2015  |
| 35 | 10 | Melt My Heart to Stone     | Michael Katleman    | Russell J. Grant, Janet Tamaro          | 14 sierpnia 2012  | 9 sierpnia 2015  |
| 36 | 11 | Class Action Satisfaction  | Norman Buckley      | Antoinette Stella, Lindsay Sturman      | 27 listopada 2012 | 16 sierpnia 2015 |
| 37 | 12 | Love the Way You Lie       | Mark Harber         | Steve Lichtman, David Gould             | 4 grudnia 2012    | 23 sierpnia 2015 |
| 38 | 13 | Virtual Love               | Steve Robin         | Sam Lembeck, Sal Calleros, Janet Tamaro | 11 grudnia 2012   | 30 sierpnia 2015 |
| 39 | 14 | Over/Under                 | Paul Holohan        | Russell J. Grant, Janet Tamaro          | 18 grudnia 2012   | 6 września 2015  |
| 40 | 15 | No More Drama in My Life   | Michael Katleman    | Janet Tamaro                            | 25 grudnia 2012   | 13 września 2015 |

## Sezon 4 (2013–2014)
| Nr | #  | Tytuł                              | Reżyseria        | Scenariusz                                      | Premiera TNT     | Premiera TVN |  |
| -- | -- | ---------------------------------- | ---------------- | ----------------------------------------------- | ---------------- | ------------ |  |
| 41 | 1  | We Are Family                      | Michael Katleman | Janet Tamaro                                    | 25 czerwca 2013  | nieemitowany |  |
| 42 | 2  | In Over Your Head                  | Jamie Babbit     | Russell J. Grant, Janet Tamaro                  | 2 lipca 2013     | nieemitowany |  |
| 43 | 3  | But I Am a Good Girl               | Mark Harber      | Charlie Craig, Ken Hanes                        | 9 lipca 2013     | nieemitowany |  |
| 44 | 4  | Killer in High Heels               | Jamie Babbitt    | Lisa Marie Petersen, Janet Tamaro               | 16 lipca 2013    | nieemitowany |  |
| 45 | 5  | Dance with the Devil               | Norman Buckley   | Shireen Razack, Janet Tamaro                    | 23 lipca 2013    | nieemitowany |  |
| 46 | 6  | Somebody's Watching Me             | Milan Cheylov    | Lisa Marie Petersen, Ken Hanes                  | 30 lipca 2013    | nieemitowany |  |
| 47 | 7  | All For One                        | Paul Holohan     | Janet Tamaro                                    | 6 sierpnia 2013  | nieemitowany |  |
| 48 | 8  | Cold As Ice                        | Randy Zisk       | Lisa Marie Petersen, Ken Hanes                  | 13 sierpnia 2013 | nieemitowany |  |
| 49 | 9  | No One Mourns the Wicked           | Steve Robin      | Ken Hanes, Lisa Marie Peterson, Janet Tamaro    | 20 sierpnia 2013 | nieemitowany |  |
| 50 | 10 | Built for Speed                    | Anthony Hardwick | Russell J. Grant, Matt MacLeod                  | 27 sierpnia 2013 | nieemitowany |  |
| 51 | 11 | Judge, Jury & Executioner          | Mark Haber       | Shireen Razack, Jill Goldsmith                  | 3 września 2013  | nieemitowany |  |
| 52 | 12 | Partners in Crime                  | Randy Zisk       | Linda McGibney, Janet Tamaro                    | 10 września 2013 | nieemitowany |  |
| 53 | 13 | Tears of a Clown                   | Michael Katleman | Ken Hanes, Matt MacLeod, Janet Tamaro           | 25 lutego 2014   | nieemitowany |  |
| 54 | 14 | Just Push Play                     | Kate Woods       | Linda McGibney, Sam Lembeck, Janet Tamaro       | 4 marca 2014     | nieemitowany |  |
| 55 | 15 | Food for Thought                   | Steve Clancy     | Jill Goldsmith, Y. Shireen Razack, Janet Tamaro | 11 marca 2014    | nieemitowany |  |
| 56 | 16 | You're Gonna Miss Me When I'm Gone | Norman Buckley   | Janet Tamaro                                    | 18 marca 2014    | nieemitowany |  |

## Sezon 5 (2014–2015)
| Nr | #  | Tytuł                       | Reżyseria        | Scenariusz                       | Premiera TNT     | Premiera TVN |
| -- | -- | --------------------------- | ---------------- | -------------------------------- | ---------------- | ------------ |
| 57 | 1  | A New Day                   | Michael Katleman | Michael Sardo                    | 17 czerwca 2014  |              |
| 58 | 2  | ...Goodbye                  | Steve Robin      | Jan Nash                         | 24 czerwca 2014  |              |
| 59 | 3  | Too Good to Be True         | Mark Haber       | Ken Hanes                        | 1 lipca 2014     |              |
| 60 | 4  | Doomsday                    | Kevin Dowling    | Katie Wech                       | 8 lipca 2014     |              |
| 61 | 5  | The Best Laid Plans         | Christine Moore  | Alicia Kirk                      | 15 lipca 2014    |              |
| 62 | 6  | Knockout                    | Paul Holahan     | Russell J. Grant & Michael Sardo | 22 lipca 2014    |              |
| 63 | 7  | Boston Keltic               | Kate Woods       | Blair Singer                     | 29 lipca 2014    |              |
| 64 | 8  | Lost & Found                | Randy Zisk       | Jan Nash & Michael Sardo         | 5 sierpnia 2014  |              |
| 65 | 9  | It Takes a Village          | Michael Katleman | Ken Hanes & Jan Nash             | 12 sierpnia 2014 |              |
| 66 | 10 | Phoenix Rising              | Mark Haber       | Russell J. Grant & Alicia Kirk   | 19 sierpnia 2014 |              |
| 67 | 11 | If You Can't Stand the Heat | Steve Clancy     | Diana Mendez, Sam Lembeck        | 26 sierpnia 2014 |              |
| 68 | 12 | Burden of Proof             | Norman Buckley   | Katie Wech                       | 2 września 2014  |              |
| 69 | 13 | Bridge to Tomorrow          | Ed Ornelas       | Ken Hane                         | 17 lutego 2015   |              |
| 70 | 14 | Foot Loose                  | Christine Moore  | Michael Sardo                    | 24 lutego 2015   |              |
| 71 | 15 | Gumshoe                     | Greg Prange      | Ron McGhee                       | 3 marca 2015     |              |
| 72 | 16 | In Plain View               | Michael Katleman | Michael Sardo                    | 10 marca 2015    |              |
| 73 | 17 | Bite Out Of Crime           | Mark Haber       | Russell J. Grant                 | 17 marca 2015    |              |
| 74 | 18 | Family Matters              | Michael Katleman | Jan Nash                         | 17 marca 2015    |              |

## Sezon 6 (2015–2016)
9 grudnia 2014 roku, stacja TNT zamówiła 6 sezon serialu, który będzie liczył 18 odcinków
| Nr | #  | Tytuł                       | Reżyseria       | Scenariusz               | Premiera TNT     | Premiera TVN |
| -- | -- | --------------------------- | --------------- | ------------------------ | ---------------- | ------------ |
| 75 | 1  | The Platform                | Greg Prange     | Jan Nash                 | 16 czerwca 2015  |              |
| 76 | 2  | Bassholes                   | Chad Lowe       | Michael Sardo            | 23 czerwca 2015  |              |
| 77 | 3  | Deadly Harvest              | Mark Haber      | Ken Hanes                | 30 czerwca 2015  |              |
| 78 | 4  | Imitation Game              | Steve Robin     | Katie Wech               | 7 lipca 2015     |              |
| 79 | 5  | Misconduct                  | Kate Woods      | Ron McGee                | 14 lipca 2015    |              |
| 80 | 6  | Face Value                  | Steve Clancy    | Sam Lembeck, Alicia Kirk | 21 lipca 2015    |              |
| 81 | 7  | A Bad Seed Grows            | Christine Moore | Russell J. Grant         | 28 lipca 2015    |              |
| 82 | 8  | Nice to Meet You, Dr. Isles | Norman Buckley  | Jan Nash, Michael Sardo  | 4 sierpnia 2015  |              |
| 83 | 9  | Love Taps                   | Pete Kowalski   | Dan Hamamura, Ron McGee  | 11 sierpnia 2015 |              |
| 84 | 10 | Sister Sister               | Steve Robin     | Ken Hanes                | 18 sierpnia 2015 |              |
| 85 | 11 | Fake It 'Til You Make It    | Mark Haber      | Katie Wech               | 25 sierpnia 2015 |              |
| 86 | 12 | 5:26                        | Greg Prange     | Michael Sardo            | 1 września 2015  |              |
| 87 | 13 | Hide and Seek               | Kevin G. Cremin | Jan Nash                 | 16 lutego 2016   |              |
| 88 | 14 | Murderjuana                 | Norman Buckley  | Russell J. Grant         | 16 lutego 2016   |              |
| 89 | 15 | Scared to Death             | Mark Haber      | Ron McGee                | 23 lutego 2016   |              |
| 90 | 16 | East Meets West             | Mark Strand     | Ken Hanes                | 1 marca 2016     |              |
| 91 | 17 | Bomb Voyage                 | Jan Nash        | Jan Nash, Katie Wech     | 8 marca 2016     |              |
| 92 | 18 | A Shot in the Dark          | Greg Prange     | Michael Sardo            | 15 marca 2016    |              |

## Sezon 7 (2016)
24 lipca 2015 roku, stacja TNT zamówiła 7 sezon serialu
| Nr  | #  | Tytuł                      | Reżyseria         | Scenariusz                      | Premiera TNT     | Premiera TVN |
| --- | -- | -------------------------- | ----------------- | ------------------------------- | ---------------- | ------------ |
| 93  | 1  | Two Shots: Move Forward    | Greg Prange       | Jan Nash                        | 6 czerwca 2016   |              |
| 94  | 2  | Dangerous Curve Ahead      | Norman Buckley    | Ron McGee                       | 6 czerwca 2016   |              |
| 95  | 3  | Cops vs. Zombies           | Steve Robin       | Katie Wech                      | 13 czerwca 2016  |              |
| 96  | 4  | Post Mortem                | Mark Haber        | Meredith Philpott               | 20 czerwca 2016  |              |
| 97  | 5  | Shadow of Doubt            | Peter B. Kowalski | Ken Hanes                       | 27 czerwca 2016  |              |
| 98  | 6  | There Be Ghosts            | Kevin G. Cremin   | Russell J. Grant                | 11 lipca 2016    |              |
| 99  | 7  | Dead Weight                | Stephen Clancy    | Jeremy Svenson, Sam Lembeck     | 18 lipca 2016    |              |
| 100 | 8  | 2M7258-100                 | Angie Harmon      | Jan Nash                        | 25 lipca 2016    |              |
| 101 | 9  | 65 Hours                   | Mark Strand       | Meredith Philpott, Dan Hamamura | 1 sierpnia 2016  |              |
| 102 | 10 | For Richer or Poorer       | Sasha Alexander   | Ken Hanes                       | 15 sierpnia 2016 |              |
| 103 | 11 | Stiffed                    | Jan Nash          | Katie Wech                      | 22 sierpnia 2016 |              |
| 104 | 12 | Yesterday, Today, Tomorrow | Greg Prange       | Ron McGee                       | 29 sierpnia 2016 |              |
| 105 | 13 | Ocean-Frank                | Michael Robin     | Russell J. Grant & Jan Nash     | 5 września 2016  |              |